# Černovka (Rašovy)
Rybník Černovka o rozloze vodní plochy 2,67 ha se nalézá v chatové osadě Rašovy v okrese Pardubice. Rybník je využíván pro chov ryb a zároveň představuje lokální biocentrum pro rozmnožování obojživelníků. Rybník je součástí rybniční soustavy skládající se dále z rybníků Chobot, Moře, Strach.

## Galerie

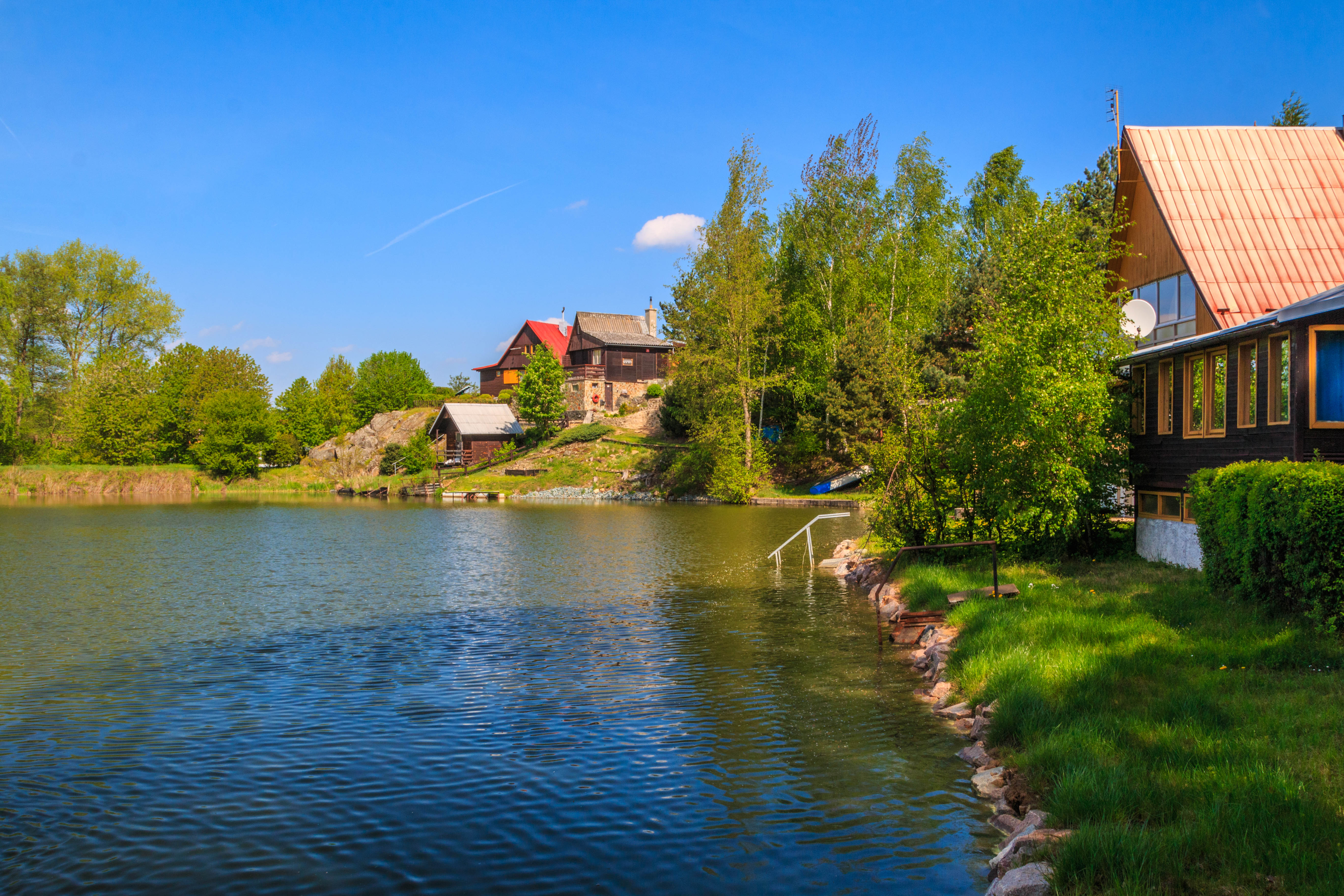
pohled na rybník Černovka u osady Rašovy
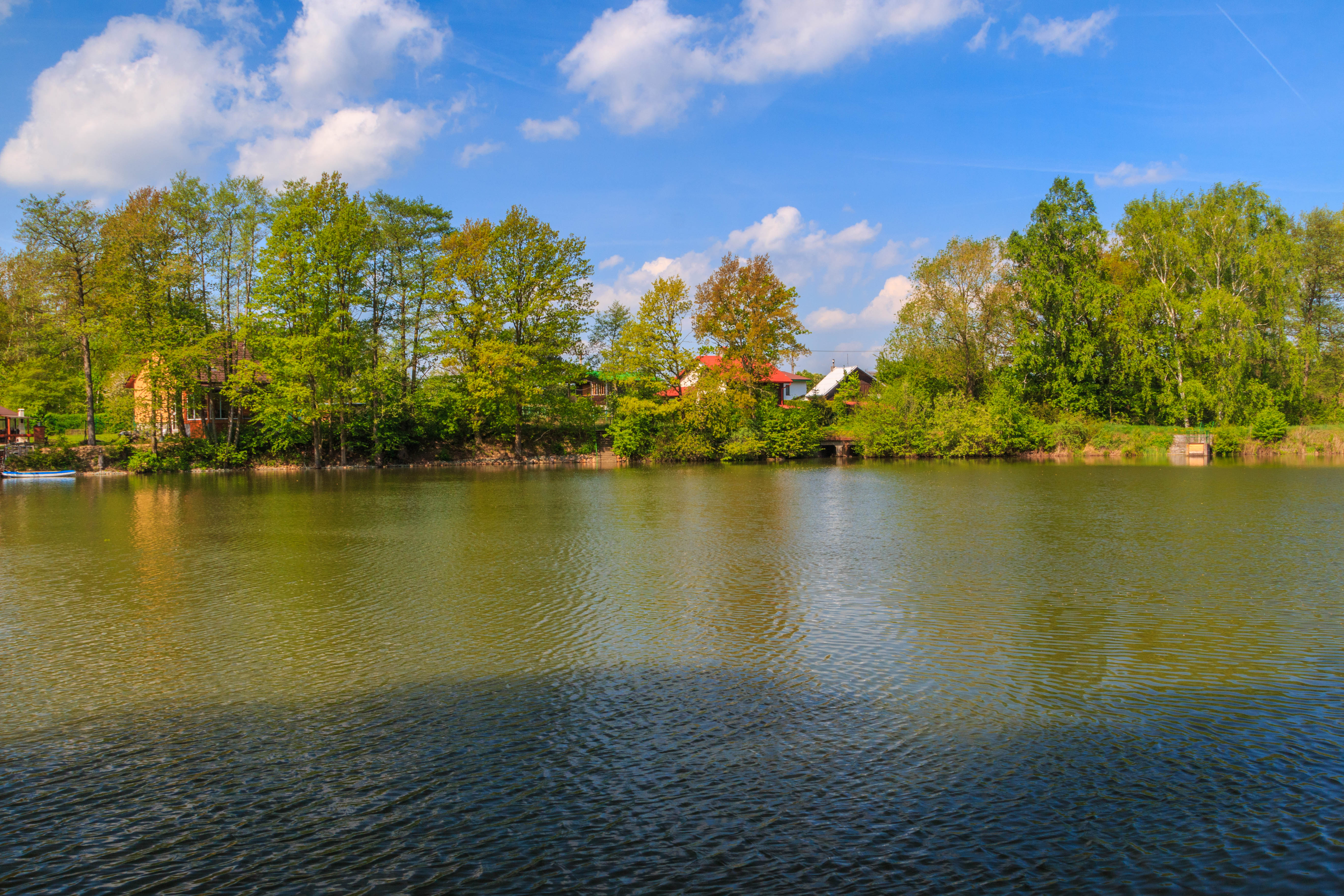
pohled na rybník Černovka u osady Rašovy
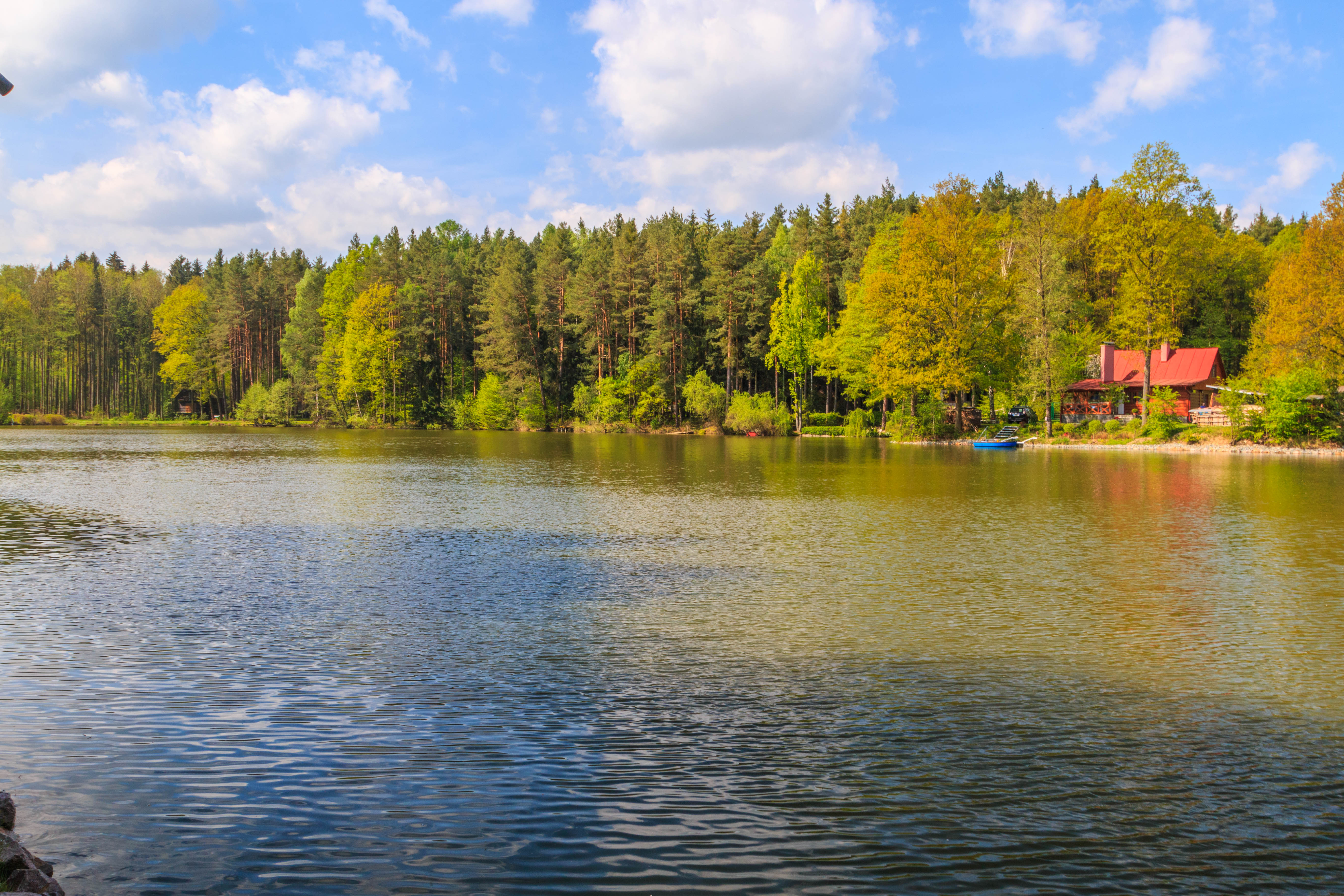
pohled na rybník Černovka u osady Rašovy